# Koekelare
Koekelare (vls. Kookloare, Ko'eloare) – miejscowość i gmina (gemeente) w północno-zachodniej Belgii, w Regionie Flamandzkim, w prowincji Flandria Zachodnia, w okręgu Diksmuide. 1 sycznia 2024 liczyła 8827 mieszkańców.

## Podział administracyjny
W skład gminy wchodzą dwie dzielnice (deelgemeente):
- Bovekerke
- Zande